# American Hi-Fi (album)
 (février 2017).
Si vous disposez d'ouvrages ou d'articles de référence ou si vous connaissez des sites web de qualité traitant du thème abordé ici, merci de compléter l'article en donnant les références utiles à sa vérifiabilité et en les liant à la section « Notes et références ».
Albums de American Hi-Fi
The Art of Losing
(2003)
Singles
1. Flavor of the Weak
Sortie : 7 août 2001
2. Another Perfect Day
Sortie : 2001

American Hi-Fi est le titre éponyme du premier album enregistré par le groupe de power pop/rock American Hi-Fi, sorti en 2001.
NME a classé l'album comme l'un des « 20 albums pop-punk qui vous rendront nostalgique ».

## Liste des titres
| 1.    | Surround               | 3:11 |
| 2.    | Flavor of the Weak     | 3:08 |
| 3.    | A Bigger Mood          | 3:38 |
| 4.    | Safer on the Outside   | 4:01 |
| 5.    | I'm a Fool             | 4:00 |
| 6.    | Hi-Fi Killer           | 3:05 |
| 7.    | Blue Day               | 3:33 |
| 8.    | My Only Enemy          | 3:27 |
| 9.    | Don't Wait for the Sun | 3:50 |
| 10.   | Another Perfect Day    | 3:38 |
| 11.   | Scar                   | 4:03 |
| 12.   | What About Today       | 3:34 |
| 13.   | Wall of Sound          | 5:48 |
| 49:28 |                        |      |

| 14. | Black Satellite (Demo) | 3:13 |

| 15. | Flavor of the Weak | 3:08 |

## Crédits

### Membres du groupe
- Stacy Jones (en) : chant lead, guitare rythmique
- Jamie Arentzen (en) : guitare solo, chœurs
- Drew Parsons (en) : basse, chœurs
- Brian Nolan : batterie

### Équipes technique et production
- Bob Rock : producteur
- Brian Joseph Dobbs : ingénieur
- David Campbell : arrangements des cordes, conduite
- Randy Staub : mixage
- C. Taylor Crothers : quatrième de couverture, photographie
- Zoren Gold : photographie
- Rick Patrick : directeur artistique
- Mick Gillies : montage numérique